# Badeniho
Badeniho ulice na Hradčanech v Praze spojuje ulice Chotkova a Milady Horákové. Na jihu do ní ústí ulice Gogolova a Mickiewiczova a na severu ulice Na Špejcharu a Na Valech.
Nazvána je podle hraběte Badeniho (1846–1909), který tu má pamětní desku. V roce 1896 prosadil volební reformu a v roce 1897 jazyková nařízení, která v Rakousku-Uhersku zrovnoprávnila používání češtiny s němčinou. V době komunistického režimu se jmenovala Mičurinova podle ruského šlechtitele Ivana Vladimiroviče Mičurina.
Na čísle 2 je velvyslanectví Izraele a na čísle 4 je velvyslanectví Španělského království. Od roku 2021 se zde na čísle 1 usídlila i filmová spol. Old&Rich. Ulice je součást památkové rezervace na území Prahy 6.
Od roku 1912 vede ulicí tramvajová trať Chotkovy sady – Špejchar, v současnosti jsou tu zastávky „Hradčanská (Badeniho)“ a „Chotkovy sady“.

## Budovy, firmy a instituce
- Izraelské velvyslanectví, Badeniho 2[4]
- Španělské velvyslanectví, Badeniho 4[5]